# Stonařovsko
Sdružení obcí Stonařovsko sdružuje obce v západní části okresu Jihlava.
V mikroregionu leží několik kulturních a přírodních památek a zajímavostí, např. zámek Dlouhá Brtnice, kostel sv. Václava ve Stonařově a další.

## Obce sdružené v Mikroregionu
- Brtnička
- Dlouhá Brtnice
- Hladov
- Otín
- Pavlov
- Stonařov
- Suchá